# Miles M.52

O Miles M.52 foi um avião supersônico desenvolvido em um projeto ultra-secreto do governo do Reino Unido iniciado em 1942. O projeto do avião acabou sendo cancelado sem que nenhum avião fosse completamente terminado.